# Alicia Giménez Bartlett

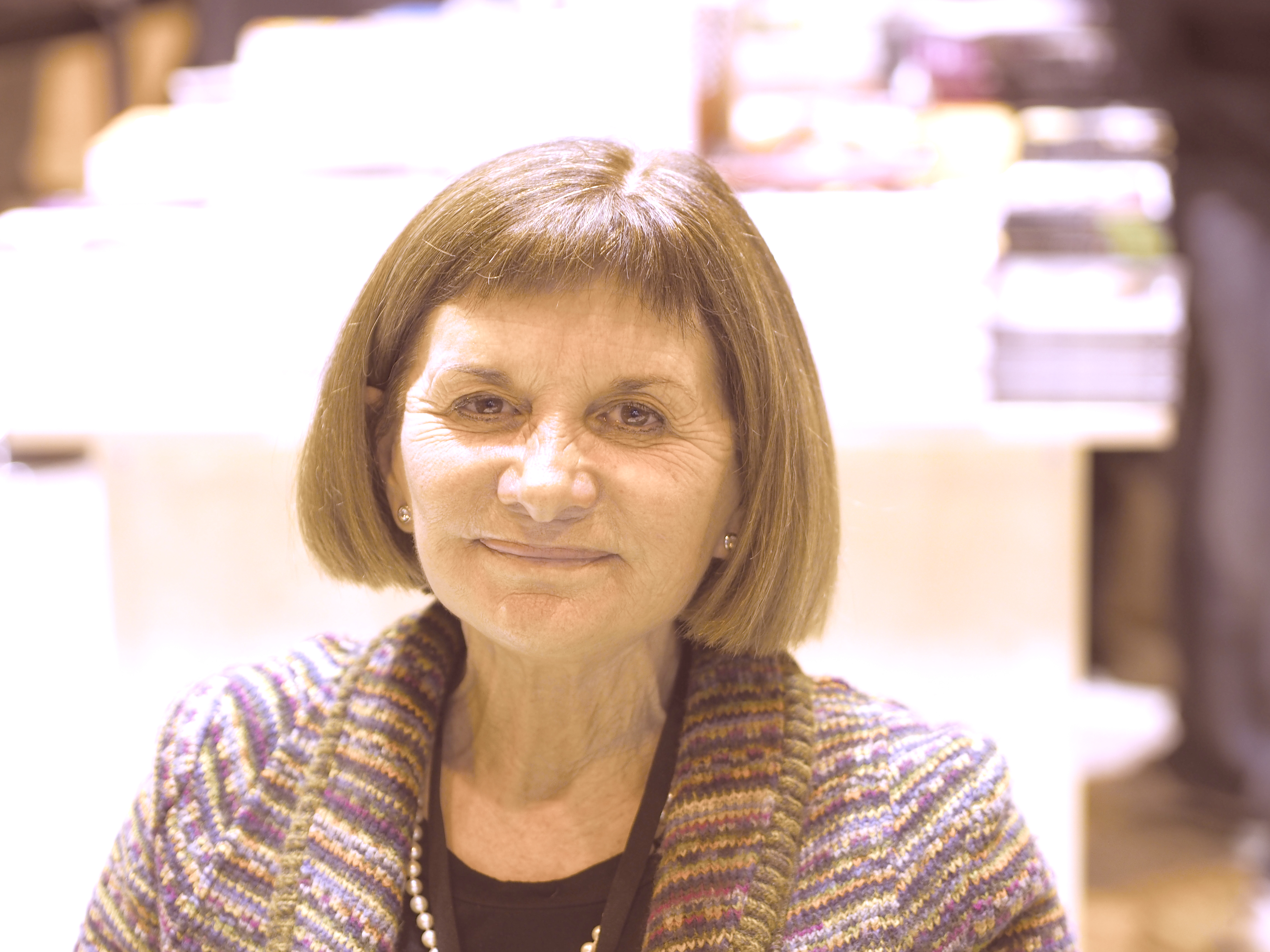
Alicia Giménez-Bartlett
(Pariser Buchmesse – 2013)

Alicia Giménez Bartlett (* 10. Juni 1951 in Almansa) ist eine spanische Schriftstellerin.

## Leben
Geboren wurde Alicia Giménez Bartlett am 10. Juni 1951 als Tochter eines Eisenbahnmitarbeiters in Almansa, Provinz Albacete und Heimatort ihrer Mutter. Drei Monate später zog ihre Mutter mit ihr nach Tortosa in der Provinz Tarragona, wohin der Vater inzwischen versetzt worden war. In Tortosa,  Valencia und Barcelona wuchs sie auf.
Sie studierte Philologie an der Universität Valencia und promovierte 1981 in spanischer Literatur an der Universität Barcelona., wo sie seit 1975 lebt. Bekannt wurde sie durch ihre Kriminalromane mit der Inspectora Petra Delicado und dem Subinspector Fermín Garzón, die 1999 in einer 13-teiligen Fernsehserie verfilmt wurden.

## Werke

### Petra-Delicado-Serie
- 1996 Ritos de muerte (dt. Gefährliche Riten. Unionsverlag Zürich 2002, ISBN 3-293-20232-2)
- 1997 Día de perros (dt. Hundstage. Unionsverlag, Zürich 2001, ISBN 3-293-20196-2)
- 1999 Mensajeros de la oscuridad (dt. Boten der Finsternis. Unionsverlag, Zürich 2001, ISBN 3-293-20217-9)
- 2000 Muertos de papel (dt. Tote aus Papier. Edition Lübbe, Bergisch Gladbach 2003, ISBN 3-7857-1538-2)
- 2002 Serpientes en el paraíso (dt. Piranhas im Paradies. Edition Lübbe, Bergisch Gladbach 2004, ISBN 3-7857-1545-5)
- 2004 Un barco cargado de arroz (dt. Samariter ohne Herz. Edition Lübbe, Bergisch Gladbach 2005, ISBN 3-7857-1555-2)
- 2007 Nido vacío (dt. Das süße Lied des Todes. Edition Lübbe, Bergisch Gladbach 2007, ISBN 978-3-7857-1592-5)
- 2009 El Silencio de los Claustros (dt. Die stumme Braut. Piper, München 2011, ISBN 3-492-27205-3)
- 2013 Nadie quiere saber
- 2015 Crímenes que no olvidaré

### Kurzgeschichten
- 2006 El caso del Lituano (dt. Stimme des Blutes. BLT, Bergisch Gladbach 2008, ISBN 978-3-404-92298-7 (vier Kurzkrimis mit Petra Delicado))

### Sonstige
- 1982 El elefante herido
- 1984 Exit
- 1986 Pájaros de oro
- 1989 Caídos en el valle
- 1991 El cuarto corazón. Barcelona
- 1993 Vida sentimental de un camionero
- 1995 La última copa del verano
- 1997 Una habitación ajena
- 2002 La deuda de Eva (dt. Ich bin ich und ich ist schön: warum Frauen schön sein müssen und nicht häßlich sein dürfen. Berenberg, Berlin 2005, ISBN 3-937834-04-4)
- 2003 Secreta Penélope
- 2006 Días de amor y engaños (dt. Will ich dich lieben und betrügen. Edition Lübbe, Bergisch Gladbach 2008, ISBN 978-3-7857-1620-5)
- 2011 Donde nadie te encuentre

## Verfilmungen
- Mord in Genua – Ein Fall für Petra Delicato (Petra, 2020/2022, Regie: Maria Sole Tognazzi)
  - Das Zeichen (Riti di morte)
  - Hundeliebe (Giorno da cani)
  - Glückssucher (Messaggeri dell’oscurità)
  - Schein und Sein (Morti di carta)
  - Gefährliche Gefühle (Serpenti nel Paradiso)
  - Das Leid der Straße (Un bastimento carico di riso)
  - Die Maske des Schweigens (Carnevale diabolico)
  - Die Schuld der Toten (Nido vuoto)

## Hörspiele
- 2004 Gefährliche Riten (SWR, Regie: Leonhard Koppelmann)
- 2005 Hundstage (SWR, Regie: Leonhard Koppelmann)
- 2007 Boten der Finsternis (SWR, Regie: Leonhard Koppelmann)
- 2007 Tote aus Papier (SWR, Regie: Leonhard Koppelmann)

## Auszeichnungen
- 1997 – Premio Femenino Lumen für Una habitación ajena
- 2004 – Premi Internazionale „Ostia-Mare di Roma“ für Una camera tutta per gli atri
- 2005 – Premio Women’s Fiction Festival de Matera Award für die Petra-Delicado-Serie
- 2006 – Premio Grinzane Cavour (Noir) für Un barco cargado de arroz (dt. Samariter ohne Herz)
- 2008 – Premio Raymond Chandler (Italien) für die Petra-Delicado-Serie
- 2009 – Premio Internazionale Fregene
- 2011 – Premio Nadal für Donde nadie te encuentre
- 2015 – Premio Planeta (Planeta-Preis) für Hombres desnudos